# Heilig-Hartbasiliek (Warschau)
De Heilige-Hartbasiliek (Pools: Bazylika Najświętszego Serca Jezusowego) is een twintigste-eeuwse kerk in de Warschause wijk Praga. Het is de kerk van de orde der Salesianen van Don Bosco in Praga en opgedragen aan het Heilig Hart van Jezus. De kerk werd gebouwd op initiatief van en bekostigd door Michał Piotr Radziwiłł.
De kerk werd opgetrokken tussen 1907 en 1923 en is gebaseerd op de Sint-Paulus buiten de Muren in de Italiaanse hoofdstad Rome. Door de tussenkomst van de Eerste Wereldoorlog lag de bouw een tijd lang stil en werd hij later opgeleverd dan de bedoeling was. De basiliek is ontworpen in de stijl van het neoclassicisme. De architect was Łukasz Wolski. Uiteindelijk werd de kerk afgebouwd door architect Hugon Kuder. De laatste bouwfase stond onder toezicht van nuntius Archille Ratti, de latere Paus Pius XI. Na de afronding van de bouw in 1923 werd de kerk verheven tot een basilica minor.
Door de ligging van de basiliek op de oostelijke oever van de Weichsel raakte ze tijdens de Opstand van Warschau in de Tweede Wereldoorlog slechts licht beschadigd. De oostoever was op dat moment namelijk al bezet door de Russen. Wel werd de kerk door de Wehrmacht geplunderd.

## Externe link

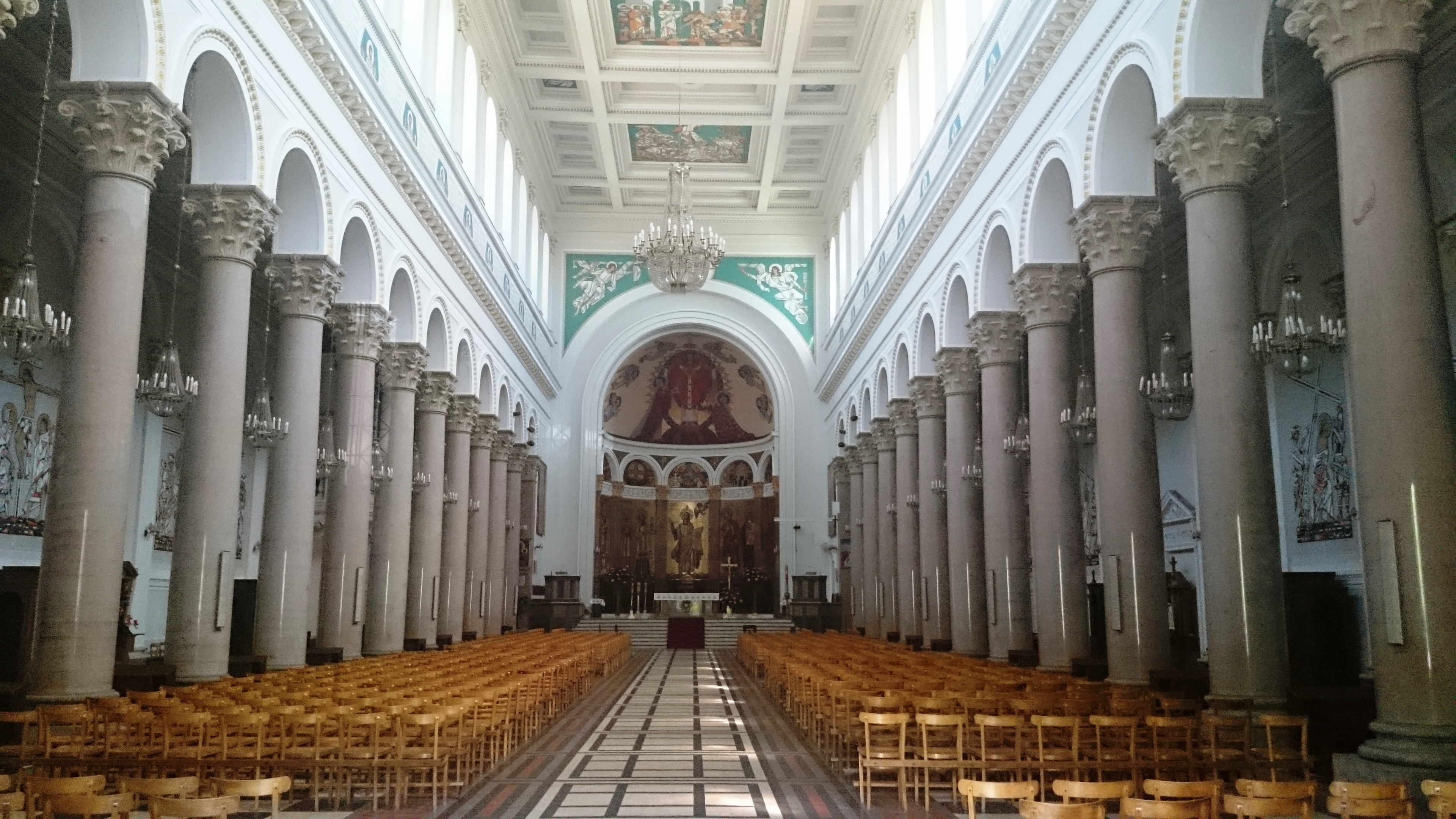
Het interieur van de kerk, dat veel overeenkomsten met de Sint-Paulus buiten de Muren vertoont